# Mark Pepperday
 (août 2025).
Si vous disposez d'ouvrages ou d'articles de référence ou si vous connaissez des sites web de qualité traitant du thème abordé ici, merci de compléter l'article en donnant les références utiles à sa vérifiabilité et en les liant à la section « Notes et références ».
Mark Pepperday, né le 15 mars 1961, est un patineur artistique et entraîneur britannique, triple champion de Grande-Bretagne entre 1982 et 1984.

## Biographie

### Carrière sportive
Mark Pepperday est triple champion de Grande-Bretagne en 1982, 1983 et 1984.
Il représente son pays aux mondiaux juniors de 1977 à Megève où il conquiert la médaille d'argent derrière le canadien Daniel Béland ; à trois championnats européens (1981 à Innsbruck, 1982 à Lyon et 1983 à Dortmund) et à deux mondiaux seniors (1982 à Copenhague et 1983 à Helsinki). Il n'est jamais sélectionné pour participer aux Jeux olympiques d'hiver.

### Reconversion
Il quitte les compétitions sportives en 1984. Il tourne avec Holiday on Ice pendant trois ans et demi avant de devenir entraîneur de patinage.
Basé au Eislaufclub de Bülach dans le canton suisse de Zurich, il entraîne entre autres avec Sarah Meier, Moris Pfeifhofer et  Myriam Leuenberger.
Mark Pepperday et Anita Pepperday-Siegfried fondent le Pepperday's Pro Ice Skating en 2019 et proposent des formations de patinage sur glace à Bülach et Dübendorf.

## Palmarès
| Compétitions principales        | 1977    | 1978    | 1979    | 1980    | 1981    | 1982    | 1983    | 1984    |  |  |  |  |  |  |  |
| Jeux olympiques d'hiver         |         |         |         |         |         |         |         |         |  |  |  |  |  |  |  |
| Championnats du monde           |         |         |         |         |         | 21e     | 20e     |         |  |  |  |  |  |  |  |
| Championnats d’Europe           |         |         |         |         | 14e     | 16e     | 15e     |         |  |  |  |  |  |  |  |
| Championnats de Grande-Bretagne |         |         | 3e      | 4e      | 3e      | 1er     | 1er     | 1er     |  |  |  |  |  |  |  |
| Championnats du monde juniors   | 2e      |         |         |         |         |         |         |         |  |  |  |  |  |  |  |
|                                 |         |         |         |         |         |         |         |         |  |  |  |  |  |  |  |
| Autre Compétition               | 1976/77 | 1977/78 | 1978/79 | 1979/80 | 1980/81 | 1981/82 | 1982/83 | 1983/84 |  |  |  |  |  |  |  |
| Skate America                   |         |         |         |         |         |         | 13e     |         |  |  |  |  |  |  |  |
| Skate Canada                    |         |         |         |         |         |         | 10e     |         |  |  |  |  |  |  |  |
|                                 |         |         |         |         |         |         |         |         |  |  |  |  |  |  |  |